# Tiangong 3
Tiangong 3 (chinois : 天宫三号 ; pinyin : Tiāngōng sān hào ; litt. « palais céleste 3 ») était un projet de station spatiale chinoise, proposé dans le cadre du Programme Tiangong pour un lancement en 2015 à bord d'une fusée Longue Marche 7. Mais les objectifs de Tiangong 2 et Tiangong 3 ont finalement été fusionnés en un seul projet et la station Tiangong 3 a donc été annulée.

## Description
D'une masse de 13 tonnes et dotée de deux ports d'amarrage, la station devait expérimenter le ravitaillement d'ergols dans l'espace, les systèmes de support de vie avec recyclage des ressources, et permettre à un équipage de trois astronautes de séjourner à bord pendant 40 jours. La station est finalement annulée pour économiser son coût, alors que Tiangong 2 subit des modifications afin de remplir ses objectifs,.

## Culture populaire
- La station spatiale Tiangong 3 tient une place cruciale dans le roman La Flotte Fantôme, où elle sert comme plate-forme d'armement antisatellite.